# Юрий Кримов
Юрий Соломонович Кримов (на руски: Крымов), с истинска фамилия (по майка) Беклемишев, е руски съветски романист в жанра съвременен социалистически роман. Загива като военен кореспондент.

## Биография и творчество
Беклемишев е роден на 6 януари 1908 г. в Санкт Петербург, Руска империя, в семейството на литературните деятели издателя Соломон Копелман и писателката Вера Беклемишева. През 1930 г. завършва Физико-математическия факултет на Московския университет.
След дипломирането си работи на строителството на радиостанция и на нефтен танкер в Каспийско море, а от 1935 г. е на научна работа.
През 1938 г. е публикуван романът му „Танкер „Дербент“ под псевдонима Юрий Кримов. Главни герои са моряците и ръководството на танкера, които не са дисциплинирани и не изпълняват трудовите си норми. Под въздействието на комуниста механика Басов колективът се сплотява и постига успехи, а впоследствие и помага на своите конкуренти от социалистическото съревнование.
През 1940 г. по романа е заснет черно-бял игрален филм. По идеологически съображения, заради изобразяването на разпуснатостта на екипажа, филмът е пуснат на екран през юли 1941 г.
Писателят се записва като доброволец за фронта след нападението на Германия върху СССР на 22 юни 1941 г. Става военен кореспондент в 26-а армия на Югозападния фронт. Убит е край Киев при Битката за Киев на 20 септември 1941 г.

## Произведения
- Подвиг (публикуван 1961)
- Танкер „Дербент“ (1938)
Танкер „Дербент“, изд. „Средец“ (1945), прев. Георги Ковачев
Танкер „Дербент“, изд.: Народна култура, София (1974), прев. Лилия Илиева
- Инженер (1941)

### Екранизации
- 1941 Танкер „Дербент“